# Lindernia conferta
Lindernia conferta é uma espécie botânica do gênero Lindernia pertencente à família Linderniaceae.